# Gleason-Theorem
Das Gleason-Theorem (engl. Gleason’s theorem), benannt nach dem US-amerikanischen Mathematiker Andrew Gleason (1921–2008), besagt, dass in der Quantenmechanik alle Wahrscheinlichkeiten für Messergebnisse nur davon abhängen, in welchem Zustand sich das System befindet, und nicht davon, wie genau die Messung sonst noch aufgebaut ist. Diese Unabhängigkeit vom restlichen Messaufbau nennt man nicht-kontextuell (non-contextual). Gleason zeigte, dass jede solche Wahrscheinlichkeitsfunktion genau so aussieht, wie man es aus der Born-Regel (Regel zur Wahrscheinlichkeitsberechnung in der Quantenmechanik) kennt: Man braucht eine Dichtematrix (positiver Operator mit Spur (trace) 1, der den Zustand beschreibt) und berechnet die Wahrscheinlichkeit für das Ergebnis.
Das Gleason-Theorem zeigt, dass man nicht „versteckte“ Variablen (hidden variables) ins System bringen kann, um die beobachtete Zufälligkeit vorzutäuschen – für alle Hilberträume (mathematischen Zustandsräume) mit drei oder mehr Dimensionen gilt diese strenge Einschränkung. Damit bildet Gleasons Satz die Grundlage dafür, in der Quantenlogik und in der Quanteninformatik (z. B. bei der Erzeugung echter Zufallszahlen) sicher zu sein, dass die Zufälligkeit grundlegend ist und nicht nur ein bisher unentdecktes Detail verbirgt.